# Irma Argüello
Irma Argüello es experta en seguridad internacional. Fundó y preside la Fundación de No Proliferación para la Seguridad Global (NPSGLOBAL), una iniciativa privada, sin ánimo de lucro orientada a ayudar a reducir los riesgos derivados de la proliferación y uso de armamentos, con énfasis especial en armas de destrucción masiva. La organización también se dedica a brindar adecuadas y oportunas respuestas para aumentar la seguridad global.
Argüello es también una referente política republicana es su país natal, Argentina. En enero de 2023 creó la Fundación Iniciativa Republicana. Es además, comunicadora en temas de política internacional y nacional..Ha publicado gran cantidad de artículos de opinión en medios locales e internacionales y es convocada habitualmente por los medios. 

## Educación
Profundizó estudios de Defensa y Seguridad a través de estudios de posgrado (nivel máster) en la Escuela de Defensa Nacional, Argentina. Su educación incluye una maestría en Administración Empresarial cursado en Buenos Aires en IDEA, con el apoyo de Wharton School de Estados Unidos. Su título de grado es una licenciatura en Ciencias físicas en la Universidad de Buenos Aires.

## Carrera
Trabajó como científica especializada en seguridad nuclear, diseño, y cálculo en el Laboratorio de Procesos Radioquímicos (LPR Proyecto) - Comisión Nacional de Energía Atómica (CNEA), en un proyecto de construcción y diseño de una planta de reprocesamiento nuclear localizado cerca de Buenos Aires. 
Su carrera directiva incluyó posiciones gerenciales internacionales con foco en la planificación estratégica, análisis empresarial, comunicaciones, educación y formación, y recursos humanos con ExxonMobil.
Fue consultoría independiente con foco en el planeamiento estratégico, el diseño institucional y el manejo del cambio. También ha sido editora de publicaciones académicas.
Actualmente es Directora del Programa Internacional en Seguridad, Desarme y No-proliferación, organizado por la Fundación NPSGLOBAL. Ese curso es el primero de su clase en todo el mundo, que se dicta en castellano y portugués y desde su inicio en 2007 se ha convertido en una voz no-gubernamental de fuerte presencia y gran prestigio internacional.
Es secretaria de la Red de Líderes de América Latina y el Caribe (LALN) organización que congrega a exfuncionarios estatales y a dirigentes de la región con el objeto de proponer medidas para reducir riesgos globales y regionales.

## Membresías
- Del Comité Directivo del Grupo de Trabajo del International Nuclear Security Forum (INSF), una coalición no-gubernamental de más de 70 organizaciones de todo el mundo comprometida con mejorar la seguridad nuclear, allí Argüello es la Representante Regional de Latinoamérica y el Caribe. Dicho grupo organizó las reuniones de expertos conocidas como Knowledge Summits, parte del programa oficial de las Cumbres de Seguridad Nuclear (Nuclear Security Summits) convocadas por el entonces presidente de Estados Unidos Barack Obama, que reunieron más de 50 Jefes de Estado en cuatro oportunidades, desde 2010 a 2016.
- Fue Asociada de Chatham House, Directora Ejecutiva de la Rama argentina de Mujeres en Seguridad Internacional (WIIS). Participa en temas de seguridad internacional..
- Forma parte del Grupo Experto Internacional del PIR center de Moscú desde 2010.
- Participó en el Consejo de Seguridad del World Economic Forum 2014-2016, donde integró una Red para la Agenda Global que asistió al Foro para comprender mejor y catalizar la transformación global, regional y de la industria.